# Katina
Koordinati:   43°52′53″N, 15°13′13″E
Katina je otoček v Jadranskem morju, ki pripada Hrvaški.
Katina leži pred zalivom Telašćica med Dugim otokom na severu in Kornatom na jugu. Površina otočka, ki ima dobro razčlenjeno obalo, je 1,12 km², dolžina obalnega pasu meri 7,107 km. Najvišji vrh, ki se imenuje Velki vrh, je visok 117 mnm. Katina je na severu od Dugega otoka ločena z ozkim, okoli 0,1 km m širokim in do 2 m globokim prelivom Mala Proversa. Zahodno od preliva se nahaja restavracija »Suhi Rat«. Gostje restavracije lahko svoja plovila privežejo na plavajoče boje. Katino od otoka Kornat loči okoli 0,5 km širok preliv Vela Proversa, ki je primeren plovbo. 